# Stefan Muhle

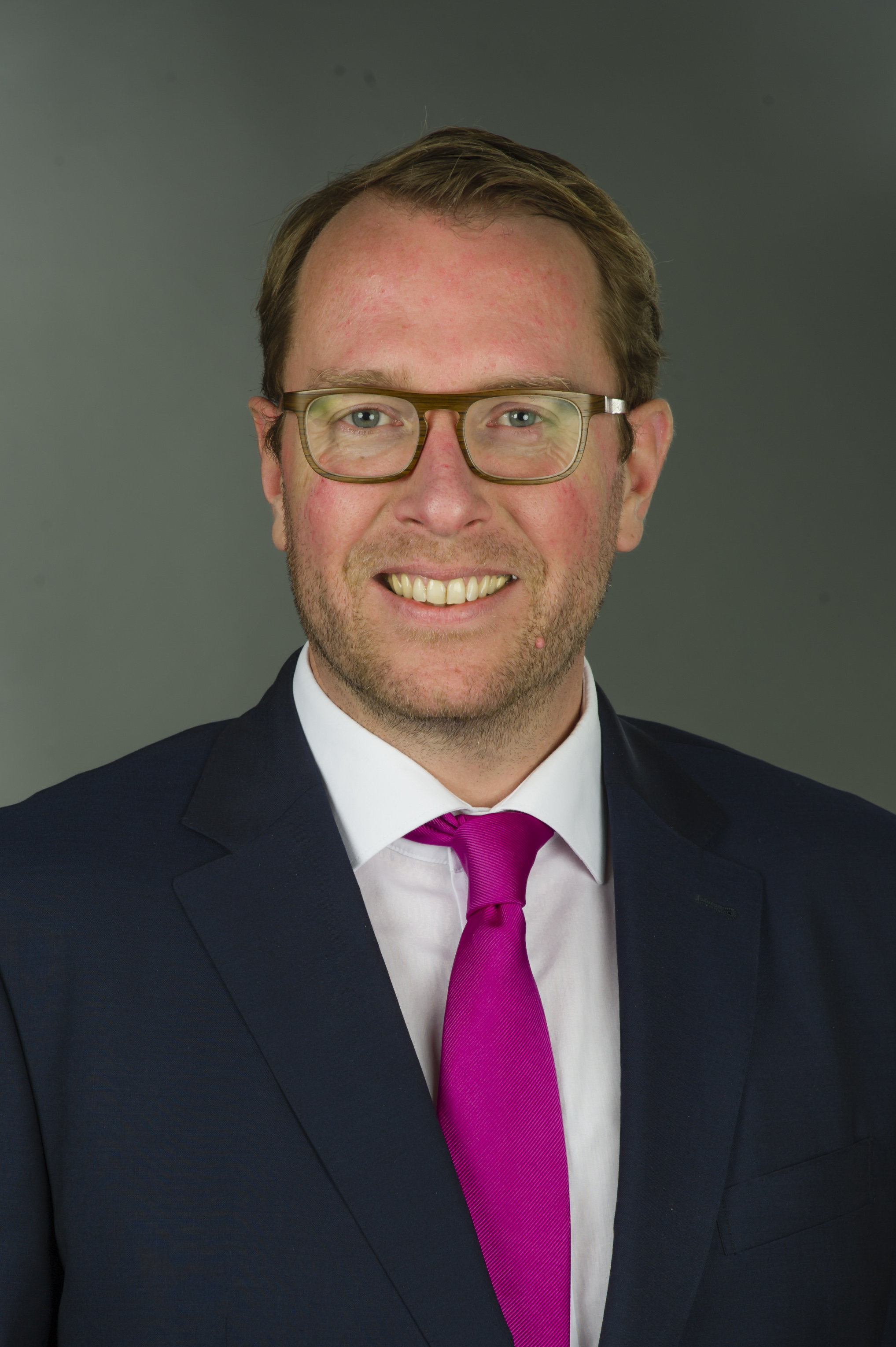
Stefan Muhle, 2018

Stefan Muhle (* 21. Januar 1974 in Georgsmarienhütte) ist ein deutscher Jurist, politischer Beamter und Politiker (CDU). Vom 15. Januar 2018 bis zum 8. November 2022 war er Staatssekretär im Niedersächsischen Ministerium für Wirtschaft, Arbeit, Verkehr und Digitalisierung.

## Leben
Nach seinem Abitur am Gymnasium Melle (1993) war er bis 1995 Soldat auf Zeit bei der Luftwaffe. Anschließend nahm Muhle ein Studium der Rechtswissenschaften an der Friedrich-Wilhelms-Universität in Bonn auf und legte 2000 das Erste Juristische Staatsexamen ab. Dem Referendariat von 2001 bis 2003 am Kammergericht Berlin folgte 2003 das Zweite Juristische Staatsexamen.
Nach einer Tätigkeit als Rechtsanwalt bei Wollmann & Partner, Berlin, war er von 2004 bis 2008 Wissenschaftlicher Mitarbeiter und Pressesprecher der CDU-Fraktion im Niedersächsischen Landtag. Danach wechselte er in den Landesdienst und war von 2008 bis 2009 Pressesprecher der niedersächsischen Kultusministerin Elisabeth Heister-Neumann. Bis 2011 war er als Referatsleiter Politische Planung, Strategische Steuerung und Grundsatzfragen in der Niedersächsischen Staatskanzlei tätig.
2011 verließ er den Landesdienst und wurde Erster Kreisrat des Landkreises Osnabrück. Am 15. Januar 2018 wurde er von Minister Bernd Althusmann zum Staatssekretär im Niedersächsischen Ministerium für Wirtschaft, Arbeit, Verkehr und Digitalisierung berufen. Im Zuge des Amtsantritts des Kabinetts Weil III schied er am 8. November 2022 aus diesem Amt aus.
Muhle war für die Erarbeitung eines Masterplans Digitalisierung und den Aufbau einer Koordinierungsstelle Digitalisierung im Wirtschaftsministerium verantwortlich. Bis 2022 sollte die flächendeckende Versorgung Niedersachsens mit schnellem Internet, die Beschleunigung der Digitalisierungsprozesse in der Gesellschaft und die digitale Professionalisierung der Landesverwaltung mit einer Milliarde Euro aus Landesmitteln vorangebracht werden.